# جزيرة مبوديا
جزيرة مبوديا (بالسواحلية: Kisiwa cha Mbudya) هي جزيرة غير آهلة في تنزانيا تقع إلى الشمال من مدينة دار السلام وهي واحدة من جزر محمية دار السلام البحرية الأربعة.
تقع جزيرة مبوديا بالقرب من منتجع وبلدة صيد كوندوتشي ويستغرق بلوغها من البر الرئيسي عبر ركوب زورق مزوّد بمحرك آلي نحو عشرين دقيقة. ولذلك، فإنها من الوجهات الشعبية للزيارة خلال ساعات النهار لدى السيّاح والسكان المحليين على حدٍ سواء، وهو ما جعلها موقعاً لمختلف أنواع وضروب النشاطات الترفيهيّة مثل الغوص السطحي والتشمّس والمشي.

## معرض الصور

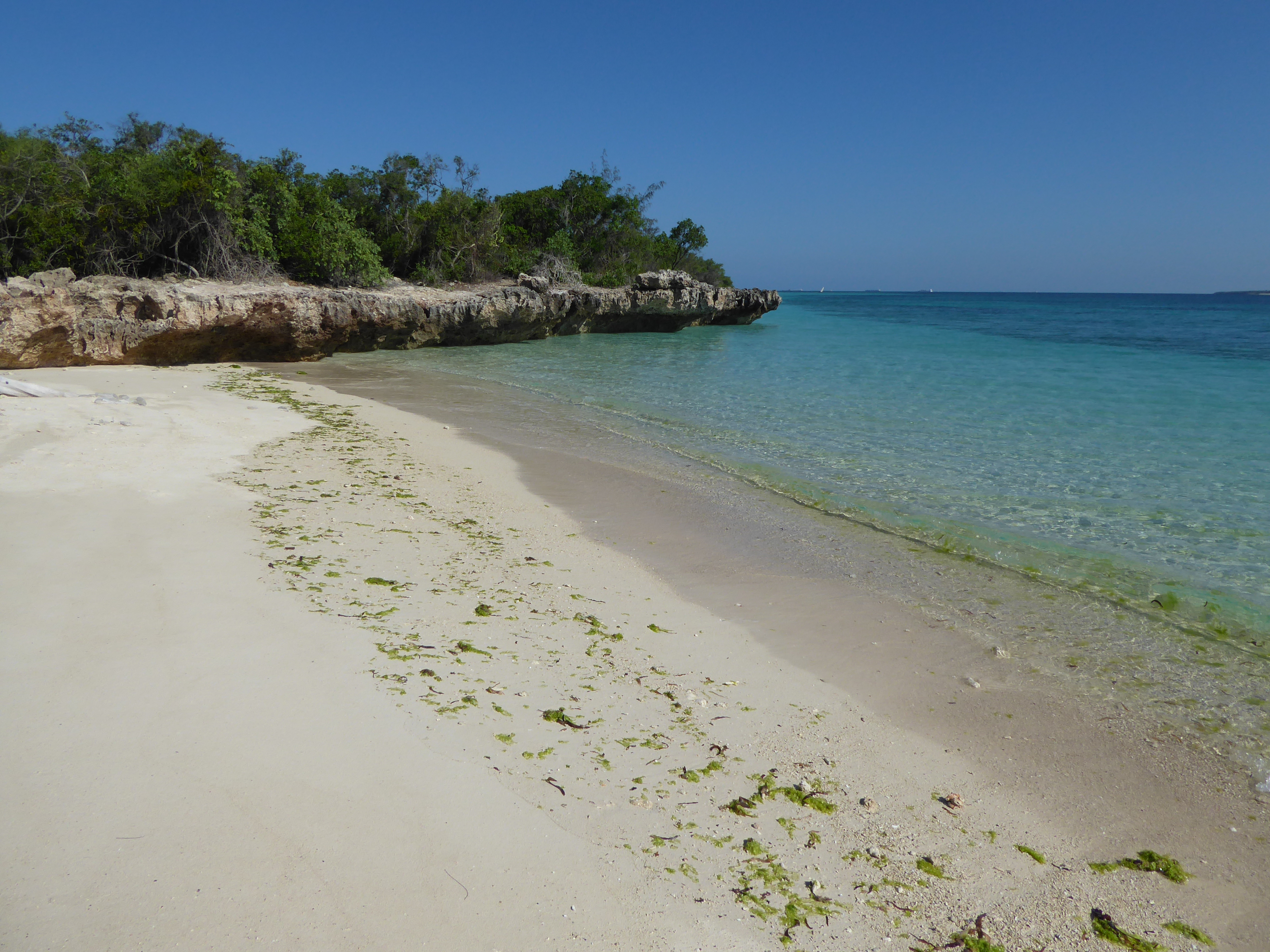
الساحل
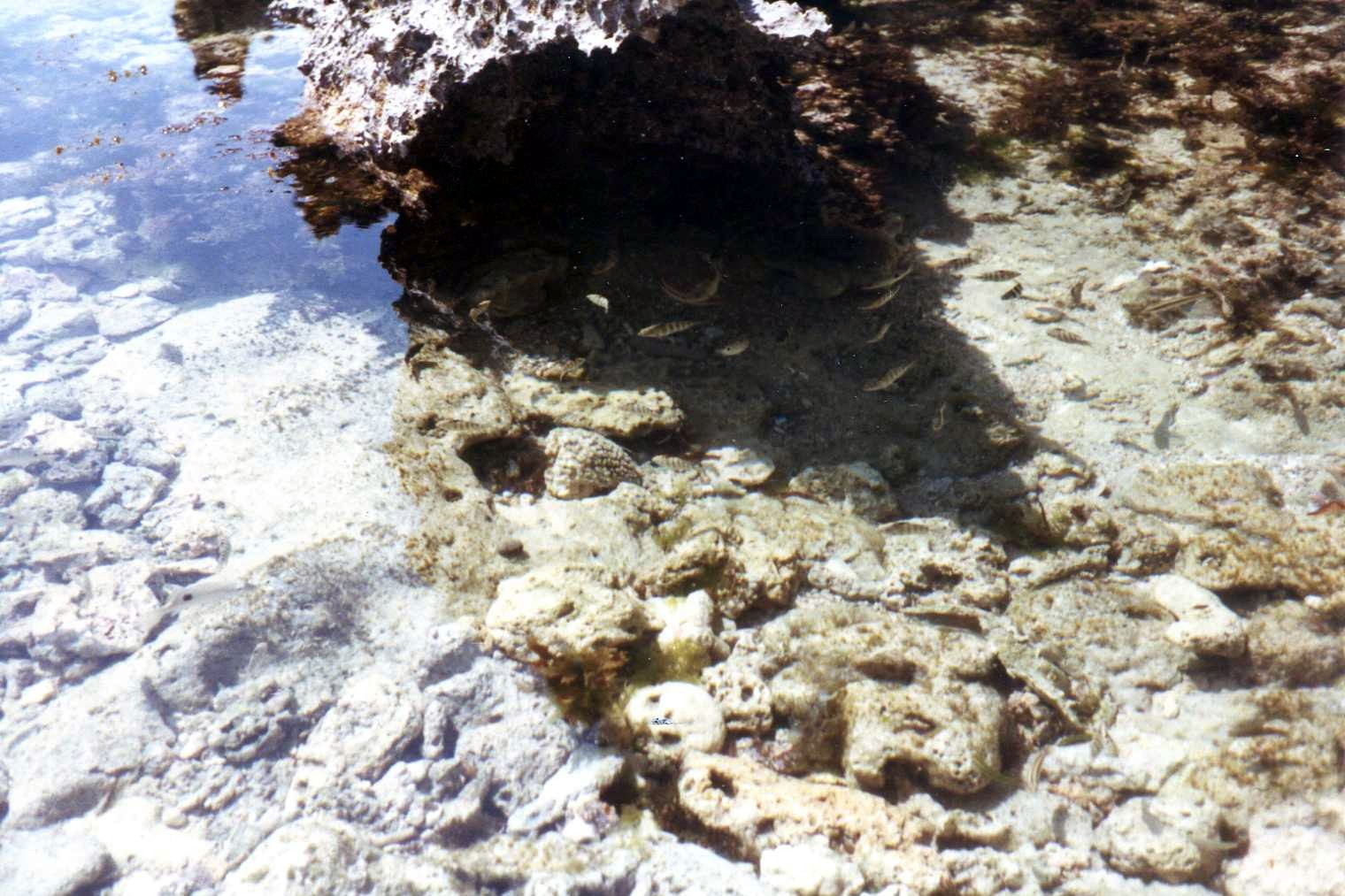
جانب من الجزيرة
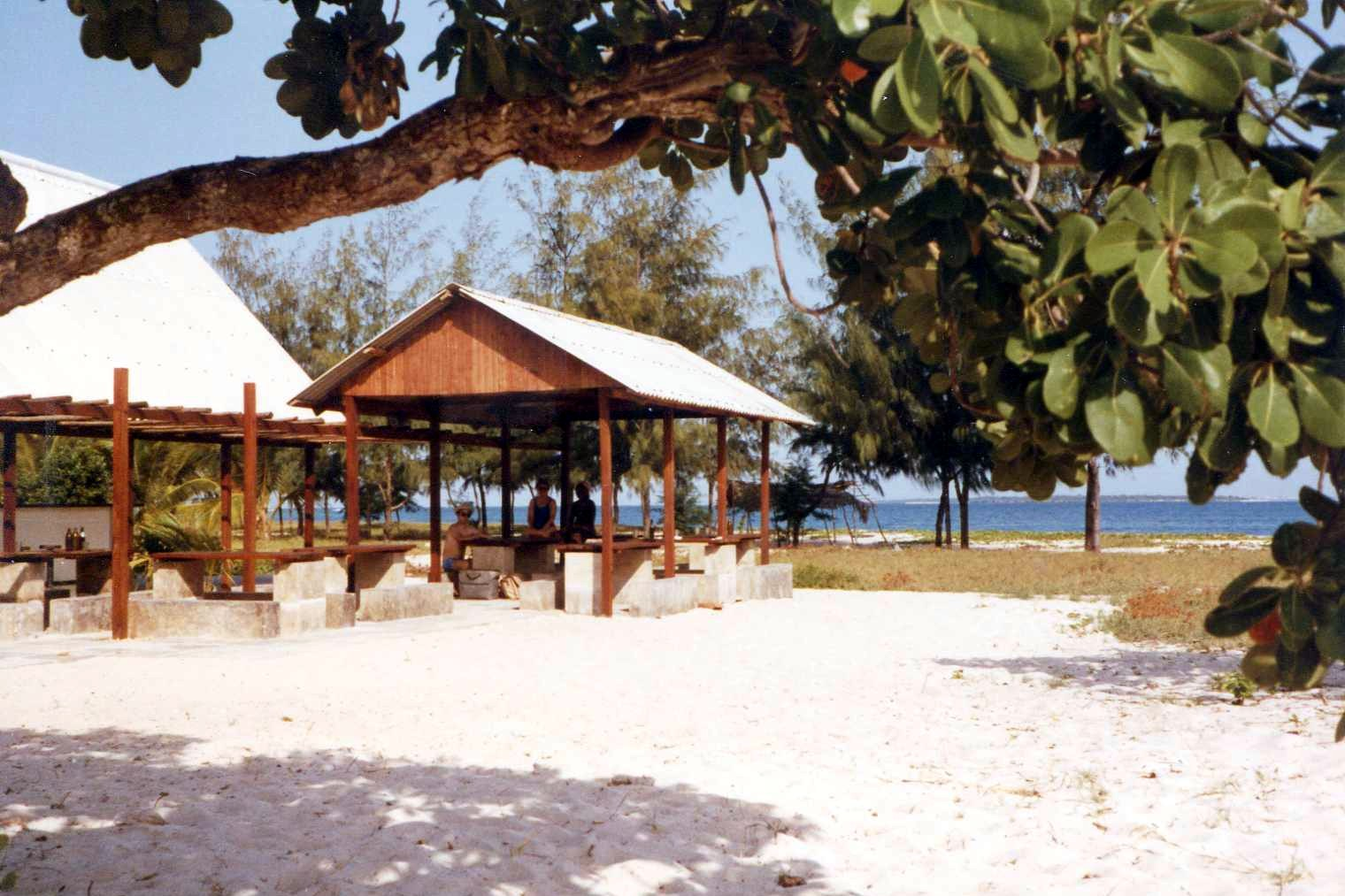
كوخ صغيرة على جزيرة مبوديا
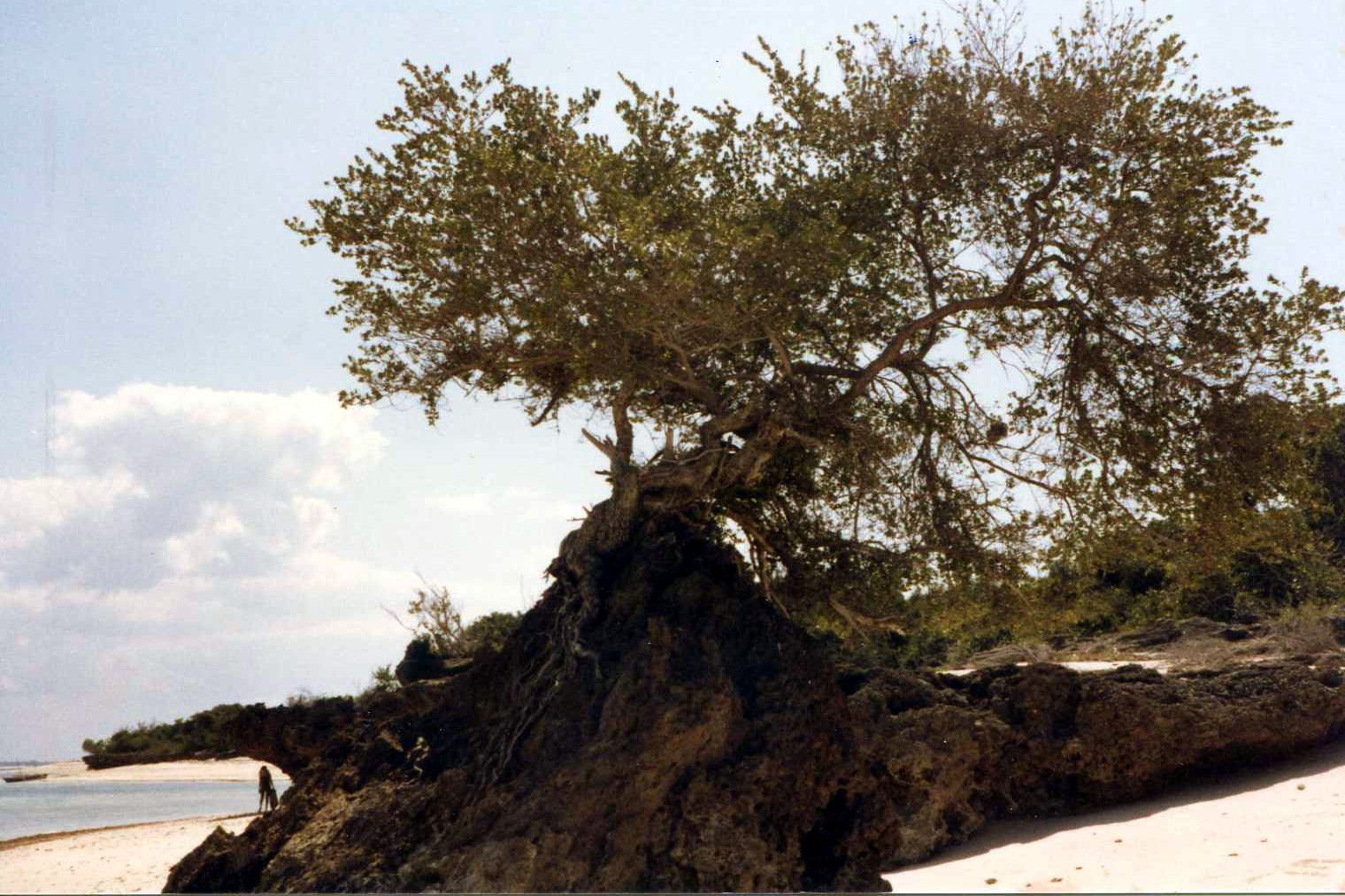
جانب من الجزيرة

## وصلات خارجية
- موقع المنتزهات والمحميات البحريّة التنزانيّة (بالإنجليزية)